# Connaught Type A
Connaught Type A – samochód Formuły 2 oraz Formuły 1 wyprodukowany przez Connaught Engineering. W wyścigach Formuły 1 uczestniczył w latach 1952–1954, nie odnosząc większych sukcesów.

## Historia
Po II wojnie światowej Rodney Clarke i Mike Oliver założyli firmę Continental Cars, która importowała pojazdy marki Bugatti do Wielkiej Brytanii. Po tym, gdy Bugatti zaczęło mieć problemy, Clarke i Oliver zmienili nazwę firmy na Connaught i rozpoczęli budowę własnego samochodu. Używając części Lea-Francis zdołali w 1949 roku zbudować dwuosobowy sportowy model L, który wystawili na spotkanie Klubu Właścicieli Bugatti w Silverstone. Kenneth McAlpine kierowca wyścigowy i główny sponsor firmy, zajął modelem L czwarte miejsce.
W 1950 roku model L nadal był rozwijany, a firma zdecydowała się rozszerzyć aktywność również na polu wyścigów samochodów jednomiejscowych. Nowo utworzona Formuła 2 była klasą idealnie spełniającą oczekiwania Clarke'a i Olivera, jako że jej kalendarz obejmował wyścigi w różnych krajach, a nie trzeba było wydawać tak dużych pieniędzy, jak w Formule 1 czy też przedwojennych wyścigach Grand Prix. Ponadto jedynym poważnym producentem w serii było Ferrari. W 1950 roku Connaught stworzył dla McAlpine'a pierwszy samochód Formuły 2, po czym rozwijał typ A, by przygotować go do produkcji.

## Konstrukcja
Czterocylindrowy silnik zamontowany w Type A dzielił podstawowy zarys z tym zamontowanym w Type L, ale na tym kończyły się podobieństwa. Ciężki blok żeliwny został zastąpiony aluminiowym, który był rozwijany we współpracy z Laystall Engineering. Poprzez skrócenie cylindrów zmieniono ich umiejscowienie, przez co pojemność silnika wzrosła z 1767 cm³ do prawie dwóch litrów. To, co było zachowane, to układ rozrządu zawierający dwa wały zamontowane po obu stronach. Otwierały one zawory poprzez popychacze. Paliwo było podawane do silnika poprzez zmodyfikowany gaźnik motocyklowy. W późnych modelach używano wtryskiwacza paliwa Hilborn-Travers.
Nadwozie zostało zaprojektowane od zera ze szczególnym naciskiem na prostotę i niewielką wagę. Była to rama drabinowa skonstruowana z dwóch stalowych owalnych rur. Pierwszy samochód był wyposażony w niezależne zawieszenie ze wszechstronnymi wahaczami. Po kilku wyścigach tylne wahacze zastąpiono bardziej zaawansowaną osią De Dion. Moc była przenoszona na tylne koła poprzez skrzynię biegów Armstrong-Siddeley. Wspomagane hydraulicznie hamulce bębnowe zapewniały niewielką drogę hamowania. Pokryte wąską aluminiową warstwą nadwozie modelu A ważyło poniżej 600 kg.

## Type A w wyścigach
Pierwsze raz model był testowany w Silverstone przez McAlpine'a, który nie mógł zadebiutować w wyścigu do października 1950 roku. Podczas wyścigu w Castle Combe McAlpine modelem A z silnikiem 1.8 był drugi, za Stirlingiem Mossem korzystającym z samochodu z silnikiem 2.5. Po poprawie zawieszenia w 1951 roku sprawiało ono pewne problemy, ale gdy zostały one wyeliminowane, Connaught Type A był najszybszym samochodem Formuły 2 na Wyspach Brytyjskich. Brak szczęścia i głupie błędy spowodowały, że McAlpine musiał czekać na swoje pierwsze zwycięstwo do sierpnia 1951 roku, kiedy to wygrał zawody w Ibsley.
Gdy Connaught Type A wchodził do produkcji, ciało zarządzające Formułą 1 zdecydowało, że w sezonie 1952 będą startowały samochody Formuły 2. Po wycofaniu się Alfy Romeo była to wyjątkowa okazja, by wystartować w cyklu Grand Prix. Connaught był popularny wśród klientów, ale w żaden sposób nie zagroził Ferrari 500, które wygrało wszystkie wyścigi sezonu. W wyścigach w Wielkiej Brytanii Connaught nadal był bardzo konkurencyjny i wygrał kilka razy.
W 1953 roku wprowadzono wtrysk paliwa Hilborn-Traver, co spowodowało nieco większy rozstaw osi. W Formule 1 model A był niekonkurencyjny, ale w niższych seriach często wygrywał. Wielu brytyjskich kierowców, takich jak Roy Salvadori, Stirling Moss czy Tony Rolt, używało Connaughtów. Na sezon 1954 wprowadzono nowe przepisy, ograniczające pojemność silników wolnossących do 2,5 litra. To stanowiło dla Connaughta zachętę do rozwoju modelu B, z nieco większym czterocylindrowym silnikiem. To dało Connaughtowi rezultat w postaci zwycięstwa Tony'ego Brooksa w Grand Prix Syrakuz w 1955 roku.
Przetrwało wiele modeli A, które dziś biorą udział w historycznych wyścigach w całej Europie.

## Wyniki w Formule 1
| Legenda oznaczeń w tabelach wyników Wyświetl szablon na nowej stronie | Legenda oznaczeń w tabelach wyników Wyświetl szablon na nowej stronie                                                                     |
| Oznaczenie                                                            | Wyjaśnienie |
| --------------------------------------------------------------------- | --- |
| Złoty                                                                 | Zwycięzca lub mistrzostwo |
| Srebrny                                                               | 2. miejsce lub wicemistrzostwo |
| Brązowy                                                               | 3. miejsce lub II wicemistrzostwo |
| Zielony                                                               | Ukończył, punktował (w klasyfikacji generalnej, gdy zdobył co najmniej jeden punkt na przestrzeni sezonu, poza trzema powyższymi opcjami) |
| Niebieski                                                             | Ukończył, nie punktował (w klasyfikacji generalnej, gdy nie zdobył co najmniej jednego punktu na przestrzeni sezonu)                      |
| Czerwony                                                              | Nie zakwalifikował się (NZ) |
| Czerwony                                                              | Nie prekwalifikował się (NPK) |
| Różowy                                                                | Nie ukończył (NU) |
| Różowy                                                                | Niesklasyfikowany (NS) (w klasyfikacji generalnej, gdy nie został sklasyfikowany w żadnym wyścigu sezonu)                                 |
| Czarny                                                                | Zdyskwalifikowany (DK) |
| Czarny                                                                | Wykluczony (WYK/EX) |
| Biały                                                                 | Nie wystartował (NW) |
| Biały                                                                 | Kontuzjowany (K/INJ) |
| Biały                                                                 | Wyścig odwołany (OD/C) |
| Bez koloru                                                            | Został wycofany (WYC/WD) |
| Bez koloru                                                            | Nie przybył (NP/DNA) |
| Bez koloru                                                            | Nie brał udziału w treningach (NT/DNP) |
| Bez koloru                                                            | Nie został zgłoszony (–) |
| Pogrubienie                                                           | Start z pole position |
| Kursywa                                                               | Najszybsze okrążenie wyścigu |
| †                                                                     | Nie ukończył, ale jego rezultat został zaliczony ze względu na przejechanie więcej niż 90% dystansu wyścigu.                              |
| *                                                                     | Sezon w trakcie |
| 1/2/3                                                                 | Punktowana pozycja w sprincie kwalifikacyjnym                                                                                             |
| Lista systemów punktacji Formuły 1                                    | |

| Sezon | Zespół                    | Silnik         | Opony | Kierowca              | 1   | 2   | 3   | 4   | 5   | 6   | 7   | 8   | 9   | Pkt. | Msc. |
| ----- | ------------------------- | -------------- | ----- | --------------------- | --- | --- | --- | --- | --- | --- | --- | --- | --- | ---- | ---- |
| 1952  | Connaught Engineering     | Lea-Francis R4 | D     |                       | CHE | 500 | BEL | FRA | GBR | DEU | NLD | ITA |     | 3    | –*   |
| 1952  | Connaught Engineering     | Lea-Francis R4 | D     | Eric Thompson         |     |     |     |     | 5   |     |     |     |     | 3    | –*   |
| 1952  | Connaught Engineering     | Lea-Francis R4 | D     | Ken Downing           |     |     |     |     | 9   |     |     |     |     | 3    | –*   |
| 1952  | Connaught Engineering     | Lea-Francis R4 | D     | Kenneth McAlpine      |     |     |     |     | 16  |     |     | NU  |     | 3    | –*   |
| 1952  | Connaught Engineering     | Lea-Francis R4 | D     | Dennis Poore          |     |     |     |     | 4   |     |     | 12  |     | 3    | –*   |
| 1952  | Connaught Engineering     | Lea-Francis R4 | D     | Stirling Moss         |     |     |     |     |     |     |     | NU  |     | 3    | –*   |
| 1952  | Ken Downing               | Lea-Francis R4 | D     | Ken Downing           |     |     |     |     |     |     | NU  |     |     | 3    | –*   |
| 1953  | Connaught Engineering     | Lea-Francis R4 | D     |                       | ARG | 500 | NLD | BEL | FRA | GBR | DEU | CHE | ITA | 0    | –*   |
| 1953  | Connaught Engineering     | Lea-Francis R4 | D     | Roy Salvadori         |     |     | NU  |     | NU  | NU  | NU  |     | NU  | 0    | –*   |
| 1953  | Connaught Engineering     | Lea-Francis R4 | D     | Kenneth McAlpine      |     |     | NU  |     |     | NU  | 13  |     | NU  | 0    | –*   |
| 1953  | Connaught Engineering     | Lea-Francis R4 | D     | Stirling Moss         |     |     | 9   |     |     |     |     |     |     | 0    | –*   |
| 1953  | Connaught Engineering     | Lea-Francis R4 | D     | Prince Bira           |     |     |     |     | NU  | 7   |     |     |     | 0    | –*   |
| 1953  | Connaught Engineering     | Lea-Francis R4 | D     | Jack Fairman          |     |     |     |     |     |     |     |     | NU  | 0    | –*   |
| 1953  | Ecurie Belge              | Lea-Francis R4 | E     | Johnny Claes          |     |     | NU  |     | 12  |     | NU  |     | NU  | 0    | –*   |
| 1953  | Ecurie Belge              | Lea-Francis R4 | E     | André Pilette         |     |     |     | 11  |     |     |     |     |     | 0    | –*   |
| 1953  | R.R.C. Walker Racing Team | Lea-Francis R4 | D     | Tony Rolt             |     |     |     |     |     | NU  |     |     |     | 0    | –*   |
| 1953  | Ecurie Ecosse             | Lea-Francis R4 | D     | Ian Stewart           |     |     |     |     |     | NU  |     |     |     | 0    | –*   |
| 1954  | Bill Whitehouse           | Lea-Francis R4 | D     |                       | ARG | 500 | BEL | FRA | GBR | DEU | CHE | ITA | ESP | 0    | –*   |
| 1954  | Bill Whitehouse           | Lea-Francis R4 | D     | Bill Whitehouse       |     |     |     |     | NU  |     |     |     |     | 0    | –*   |
| 1954  | Leslie Marr               | Lea-Francis R4 | D     | Leslie Marr           |     |     |     |     | 13  |     |     |     |     | 0    | –*   |
| 1954  | R.R.C. Walker Racing Team | Lea-Francis R4 | D     | John Riseley-Prichard |     |     |     |     | NU  |     |     |     |     | 0    | –*   |
| 1954  | Sir Jeremy Boles          | Lea-Francis R4 | D     | Don Beauman           |     |     |     |     | 11  |     |     |     |     | 0    | –*   |
| 1954  | Ecurie Ecosse             | Lea-Francis R4 | D     | Leslie Thorne         |     |     |     |     | 14  |     |     |     |     | 0    | –*   |

- Przed 1958 rokiem nie przyznawano punktów w klasyfikacji konstruktorów.